# Балмагія Ігор Сергійович
І́гор Сергі́йович Балмагія (1996—2023) — український військовослужбовець, учасник російсько-української війни.

## Життєпис
Народився 10 лютого 1996 в місті Одеса. Навчався в ЗОШ № 105, потім в Одеському автомобільно-дорожному технікумі. Фанат ФК «Чорноморець», займався важкою атлетикою.
З початку повномасштабного вторгнення вступив до лав 126-ї бригади територіальної оборони.
Загинув 17 березня 2023 року.

## Нагороди
- Орден «За мужність» III ступеня (6 червня 2025) — за особисту мужність, виявлену у захисті державного суверенітету та територіальної цілісності України, самовіддане виконання військового обов'язку[1].

## Вшанування
- Навесні 2024 року відкрито пам'ятну дошку на будинку, в якому народився й виріс Ігор.
- 26 липня 2024 року в Одесі провулок Короленка перейменували на провулок Ігоря Балмагії.